# Арно, Дейви
Дейви Арно (англ. Davy Arnaud; род. 22 июня 1980[…], Нидерленд, Техас) — американский футболист, полузащитник, выступавший за сборную США. Тренер.

## Карьера
В студенческие годы Арно два года играл за университетскую команду West Texas A&M University.

### Профессиональная карьера
Арно начал профессиональную карьеру после того, как в 2002 году Супердрафте MLS был выбран клубом «Канзас-Сити Уизардс». В первое время Арно мало выходил на поле. Провёл всего лишь 43 минуты суммарно в трёх первых матчах за клуб. Следующий год был для Арно более удачным. Он сыграл 18 матчей и забил три гола. В 2004 году после травм Преки и Игоря Симутенкова Арно выпала возможность играть в стартовом составе в нападении рядом с Джошом Волффом. Игрок достиг хороших показателей и прочно закрепился в основном составе. В ближайшие годы Арно также продолжал оставаться одним из ведущих игроков клуба. В 2010 году перед началом сезона тренер Питер Вермес назначил Арно капитаном команды.
28 ноября 2011 года Арно был обменян в клуб-новичок MLS «Монреаль Импакт» на Сета Синовика и распределительные средства. В канадском клубе также был назначен капитаном команды. Стал автором первого гола «Монреаль Импакт» в MLS, забив 17 марта 2012 года в матче против «Чикаго Файр».
10 декабря 2013 года Арно был обменян в «Ди Си Юнайтед» на место иностранного игрока.
3 марта 2016 года Арно официально объявил о завершении карьеры и был включён в тренерский штаб «Ди Си Юнайтед».

### Международная карьера
В сборной США Арно дебютировал 9 сентября 2007 года, выйдя на замену в товарищеском матче против сборной Бразилии. Свой первый гол за сборную США забил 11 июля 2009 года на шестой минуте матча против сборной Гаити, который проходил в рамках Золотого кубка КОНКАКАФ 2009 в Фоксборо на стадионе «Джиллетт».

### Тренерская карьера
10 ноября 2016 года Арно вошёл в тренерский штаб «Хьюстон Динамо» в качестве ассистента главного тренера Уильмера Кабреры. 13 августа 2019 года Кабрера был уволен, Арно было поручено исполнять обязанности главного тренера до конца сезона.
13 июля 2020 года Арно в роли ассистента присоединился к Джошу Волффу в клубе «Остин», вступающем в MLS в сезоне 2021.

## Достижения
Спортинг Канзас-Сити
- Открытый кубок США (1): 2004
- Западная конференция MLS (1): 2004

Монреаль Импакт
- Первенство Канады (1): 2013